# Furubotnnabben
Der Furubotnnabben (norwegisch) ist ein 1324 m hoher und teilweise verschneiter Berg in der Heimefrontfjella des ostantarktischen Königin-Maud-Lands. Er ragt im am nordwestlichen Ende der Sivorgfjella auf.
Wissenschaftler des Norwegischen Polarinstituts benannten ihn 1987 nach Lorentz Furobotn (1890–1975), einem kommunistischen Widerstandskämpfer gegen die deutsche Besatzung Norwegens im Zweiten Weltkrieg.